# Kaiseki
El kaiseki (懐石) era un menjar lleuger servit a la cerimònia del te japonès però ara es fa servir com a entrada en els restaurants japonesos. El kaiseki és popularment servit en un restaurant ryotei (料亭) i kappou (割烹).